# Bioparco
El Bioparco (o Bioparque, también en italiano: Giardino Zoologico di Roma; Jardín zoológico de Roma) es un jardín zoológico de 17 hectáreas (42 acres) ubicado en una parte de la finca original de Villa Borghese, en Roma, Italia. Hay 1.114 animales de 222 especies mantenidas.
El zoológico fue concebido en 1908 para mantener especies de animales exóticas para su exposición. A diferencia de otros parques zoológicos que trabajan principalmente bajo criterios científicos, este zoológico fue diseñado para el entretenimiento y la diversión de la gente. El zoológico cubre 12 hectáreas (30 acres) y se erigió en la parte norte de la finca Villa Borghese, siendo inaugurado el 5 de enero de 1911.